# Torch-інфекції
Torch-інфе́кції (також — TORCH-комплекс; ще відомий як TORCH- чи TORCHS-інфекції; також нерідко в країнах розвиненої медицини використовують термін «англ. Vertically transmitted infection or mother-to-child transmission» — «хвороби, що передаються вертикальним механізмом передачі або вертикальна передача від матері до дитини») — медична абревіатура перших букв набору інфекційних хвороб, що передаються від вагітної жінки до плоду (перинатальних інфекцій). TORCH-інфекції можуть призвести до серйозних аномалій розвитку плоду або, навіть, загибелі плода. Інфекції, що складають TORCH-комплекс, відносять до групи вірусних, бактеріальних чи інвазій, які спричинюють найпростіші, що отримують доступ до кровоносної системи плоду трансплацентарно за допомогою ворсинок хоріона. Вертикальна передача може відбутися в будь-який час періоду вагітності або під час пологів.
Вважають, що Torch-інфекції спричинюють 3-5 % вроджених аномалій в світі.

## Етимологія та історія впровадження абревіатури TORCH
Акронім «TORCH-інфекції» пояснюють таким чином:
- «T» — Токсоплазмоз (англ. Toxoplasmosis);
- «O» — Інші інфекції (англ. Other) включає вірусний гепатит B, інфекції, які спричинюють віруси Коксакі, сифіліс, вітряну віспу, ВІЛ-інфекцію, хламідіоз та інфекцію, яку спричинює парвовірус В19 (у педіатричній практиці відома як «інфекційна еритема», чи «п'ята хвороба», або синдром «слідів від ляпасів»). Також останні роки до цього переліку включають вроджені вади, які спричинює вірус Зіка та людський Т-лімфотропний вірус;
- «R» — Краснуха (англ. Rubella);
- «С» — Цитомегаловірусна інфекція (англ. CMV-infection);
- «H» — Захворювання, які спричинює вірус простого герпесу (простий герпес, англ. Herpes simplex infection);

Термін ToRCH-інфекції 1971 року запропонував ввести до медичного вжитку А. Ноуміас. Але він ввів спочатку під поняттям «To» перші букви назви хвороби — токсоплазмозу, таким чином вмістивши до «TORCH-інфекцій» лише 4 хвороби. В подальшому, запропонували включити ще декілька інфекційних захворювань у зміст цього терміну ще декілька нозологічних форм під літерою «О».
Акронім, що іноді зустрічається в медичній літературі як TORCHES, запропонував 1976 року Р. Брумбек. У вищенаведеному переліку до останнього пункту «S» виносять з переліку у розділі букви «О» окремо «сифіліс» (англ. Syphilis), а «HE» — від герпесу.

## Спільні риси патогенезу
Хоча за своїми властивостями збудники TORCH-комплексу різняться, але вони мають одну спільну рису — здатність проходити через незмінену або незначно пошкоджену плаценту до організму плода. Потрапляючи туди збудники порушують на різних рівнях і в різний час закладку органів, їхнє формування, синергічну роботу систем. Через це відбуваються вроджені вади, рівень яких, набір та ступінь ушкодження залежить від особливостей самого збудника.

## Загальні клінічні ознаки
Захворювання даного комплексу проявляються ураженням серця, шкіри, очей та нервової системи. Усі причинні складові цього комплексу здатні зумовити хоріоретиніт, мікроцефалію і дифузну церебральну кальцифікацію — синдром Себіна-Фельдмана (хоча його спочатку описали, як типовий прояв уродженого токсоплазмозу). Симптоми TORCH-інфекцій можуть включати гарячку, поганий апетит. Новонароджені часто замалі для свого гестаційного віку. На шкірі можуть з'явитися висипання з невеликими червоними плямами або пурпурними через крововиливи у шкіру. Збільшення печінки і селезінки (гепатоспленомегалія) є звичайним явищем, як й жовтяниця. Тим не менш, жовтяниця рідко зустрічається при ураженні вірусом гепатиту В, тому що в новонародженого імунна система не розвинена достатньою, щоб відповісти на цю інфекцію притаманним дорослим імунним цитолізом. Порушення слуху, проблеми із зором, розумову відсталість, аутизм, смерть можуть спричинити складові TORCH-комплексу. Досить часто перебіг TORCH-інфекцій може бути легким з невеликою кількістю або й відсутністю симптомів.

## Діагностика
Коли фізикальний огляд новонародженого дає можливість підозрювати розвиток TORCH-комплексу, потрібно провести дослідження крові, сечі і спинномозкової рідини на наявність інфекцій, що названі вище. Діагноз може бути підтверджений виділенням того чи іншого специфічного патогену, або патогенів, або підвищеним рівнем антитіл класу IgM проти того чи іншого збудника або збудників.

## Лікування і профілактика
Деякі з TORCH-інфекцій (токсоплазмоз, сифіліс) можна досить ефективно лікувати за допомогою етіотропних засобів, якщо у матері ці інфекції діагностували на початку вагітності. Багато з вірусних інфекцій TORCH-комплексу не мають ефективного лікування, але деяких (краснуха та вітряна віспа) можна уникнути шляхом вакцинації матері до вагітності. Якщо у матері є клінічні ознаки активізації простого герпесу, то кесарів розтин може захистити новонародженого від зараження цією інфекцією. Кожній інфекції з TORCH-комплексу притаманний різний прогноз, але при розгорнутому симптомокомплексі він несприятливий.

## Збільшення акроніму TORCH
1995 року американські лікарі Е. Форд-Джонс та Д. Келлнер запропонували «подовжити» список хвороб, які передаються за допомогою вертикального механізму передачі. Таким чином вони дали назву абревіатурі «CHEAPTORCHES», де включили:
- «C» — вітряна віспа (англ. chiken pox) та оперізувальний герпес;
- «H» — гепатити В, C, (В+гепатит D), E (англ. hepatites);
- «E» — ентеровірусна інфекція (маючи на увазі ураження вірусами Коксакі);
- «A» — ВІЛ-інфекція (англ. AIDS);
- «P» — парвовірус B19-інфекція;
- «T» — токсоплазмоз;
- «O» — інші (стрептококова інфекція збудниками групи B, лістеріоз, кандидоз, хвороба Лайма);
- «R» — краснуха (англ. Rubella);
- «C» — цитомегаловірусна інфекція (англ. Cytomegalovirus);
- «H» — простий герпес (англ. Herpes simplex);
- «E» — усі хвороби, які передаються статевим шляхом (англ. Everything else sexually transmitted) (гонорея, хламідіоз, уреаплазмоз, папіломавірусна інфекція);
- «S» — сифіліс.